# Management override
Management Override ist eine verbreitete Kurzform des englischen Ausdrucks Management override of internal controls. Man  bezeichnet damit in der Betriebswirtschaftslehre – insbesondere in der Wirtschaftsprüfung und der internen Revision – die bewusste Außerkraftsetzung von internen Kontrollmechanismen durch leitende Mitarbeiter eines Unternehmens.

## Problemstellung
Untersuchungen zur Wirtschaftskriminalität zeigen immer wieder auf, dass bei einem großen Teil der Fälle in Unternehmen leitende Mitarbeiter die Täter sind. Dieser Personenkreis ist aufgrund seiner Vertrauensstellung und der damit verbundenen Kompetenzen vielfach in der Lage, Kontrollen zu umgehen, die Unternehmen in ihrem internen Kontrollsystem festgelegt haben. Diesem Risiko muss durch eine entsprechende Gestaltung des Kontrollumfelds Rechnung getragen werden.
Andererseits stellt nicht jede Umgehung von Kontrollen ein Delikt dar. Im Wirtschaftsleben ist es für ein erfolgreiches Unternehmen auch notwendig rasch und flexibel reagieren zu können. Hierbei können formale Regeln ein Hindernis sein. Oft sind die Regeln viele Jahre alt und passen nicht mehr auf die aktuellen Bedingungen. Allenfalls sind die Regeln auch im "Hinterzimmer" entstanden und daher realitätsfern. Es ist in diesen Fällen einerseits die bewusste Überschreitung von Regeln transparent zu machen und andererseits sind die Regeln selbst der Realität laufend anzupassen.

## Vorkehrungen zur Verhinderung
Das American Institute of Certified Public Accountants (AICPA) hat zusammen  mit anderen Organisationen einen Leitfaden erstellt, der Aufsichtsräte und deren Audit Committees bei der Gestaltung des Kontrollumfeldes unterstützen soll.
Zu verhindern gilt es dabei nicht nur Betrug und Unterschlagung, sondern auch die Manipulation der finanziellen Berichterstattung (Bilanzfälschung). Solche Manipulationen dienen teilweise der Verschleierung von Straftaten, aber auch von Managementfehlern und überdies werden auch die Grundlagen von Anreizsystemen durch Begünstigte solcher Systeme gefälscht.